# Co Adriaanse

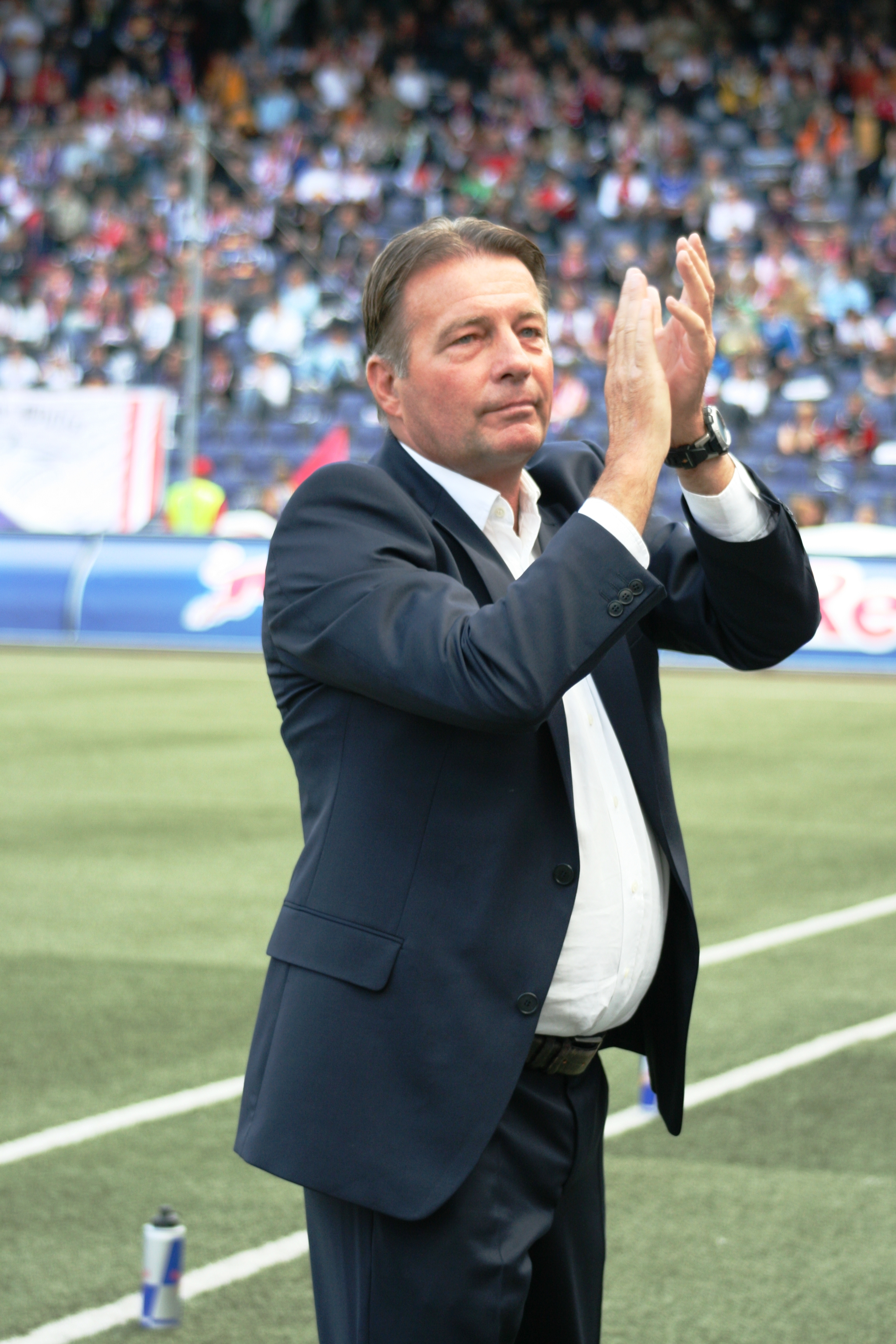
Adriaanse verabschiedet sich beim Salzburger Publikum

Jacobus „Co“ Adriaanse (* 21. Juli 1947 in Amsterdam) ist ein ehemaliger niederländischer Fußballspieler und heutiger -trainer. Höhepunkte seiner Karriere waren bisher der Gewinn des portugiesischen Doubles mit dem FC Porto in der Saison 2005/06 und der Meistertitel mit Red Bull Salzburg in der Saison 2008/09. Zuletzt betreute er in der Saison 2011/12 den niederländischen Pokalsieger und Vizemeister FC Twente aus Enschede.

## Sportliche Karriere

### Spieler
Adriaanse war als Amateurspieler zunächst bei den Vereinen HRVC Amsterdam, OSV Amsterdam und  DRC Amsterdam aktiv. 1964 erhielt er einen Profivertrag bei De Volewijckers. 1970 wechselte er zum FC Utrecht, wo er 1976 seine Spielerkarriere beendete.

### Als Trainer von Zwolle zu Ajax
1979 übernahm er bei der Amateurmannschaft Zilvermeeuwen seinen ersten Trainerposten. Danach trainierte er mit dem PEC Zwolle erstmals einen Verein in der niederländischen Ehrendivision. Es folgten weitere Engagements beim FC Den Haag, wo er am 12. Februar 1992 entlassen wurde, bei Willem II Tilburg, wo er am 8. Mai 2000 von seinem Amt zurücktrat, und bei Ajax Amsterdam, wo er am 29. November 2001 entlassen wurde.

### Mit AZ Alkmaar in den UEFA-Pokal
Vom 2. November 2002 bis zum Ende der Saison 2004/05 war er Trainer des niederländischen Ehrendivisionärs AZ Alkmaar. Diesen führte er in der Saison 2003/04 auf den fünften Tabellenplatz und qualifizierte sich damit für den UEFA-Pokal. Im gleichen Jahr erhielt er die Auszeichnung Niederländischer Trainer des Jahres. In der folgenden Saison wurde Adriaanse mit AZ Alkmaar Herbstmeister der Ehrendivision, doch am Ende reichte es nur für den dritten Platz. Im UEFA-Pokal zog die Mannschaft sogar ins Halbfinale ein, was aber gegen Sporting Lissabon verloren ging.

### Double mit Porto – Engagement in der Ukraine
Nach diesen Außenseitererfolgen wechselte Co Adriaanse ab der Saison 2005/06 zum FC Porto, wo er auf Anhieb die Meisterschaft und den Pokal gewann. Dennoch trat er dort im August 2006 zurück. Da die Auflösung seines bestehenden Vertrages nicht regelkonform war, wurde er vom Weltverband FIFA zu einer Geldstrafe von 1,15 Mio. Euro verurteilt.
Zu Beginn der Saison 2006/07 trat Co Adriaanse in den Dienst des ukrainischen Erstligisten Metalurh Donezk.

### Engagement bei Red Bull Salzburg
Am 1. Juli 2008 wurde er Nachfolger von Giovanni Trapattoni beim FC Red Bull Salzburg. Am 7. April wurde bekannt gegeben, dass sein im Juni 2009 auslaufender Vertrag nicht verlängert wurde, obwohl er mit der Mannschaft den österreichischen Meistertitel gewann.
Vom 12. Januar 2010 an trainierte und leitete der Salzburger Meistertrainer, der bereits von 2007 bis 2008 Al-Sadd trainierte, das Jungnationalteam von Katar, das er zu den Olympischen Spielen 2012 führen sollte. Die Zusammenarbeit wurde wegen unterschiedlicher Auffassungen von Verband und Trainer am 24. März 2011 beendet.

### FC Twente
Zur Saison 2011/12 kehrte Adriaanse in die heimische Eredivisie zurück. Der FC Twente verpflichtete ihn als Nachfolger des Belgiers Michel Preud’homme, mit dem der Club aus Enschede Pokalsieger und Vizemeister geworden war. Mit Twente gewann er zu Saisonbeginn die Johan Cruijff Schaal. Nachdem die Mannschaft nach der Hinrunde nur Platz drei in der Eredivisie belegte und im Pokalwettbewerb bereits im Achtelfinale ausgeschieden war, trennte sich der Verein in der Winterpause von Adriaanse.